# Belleville (Seine)

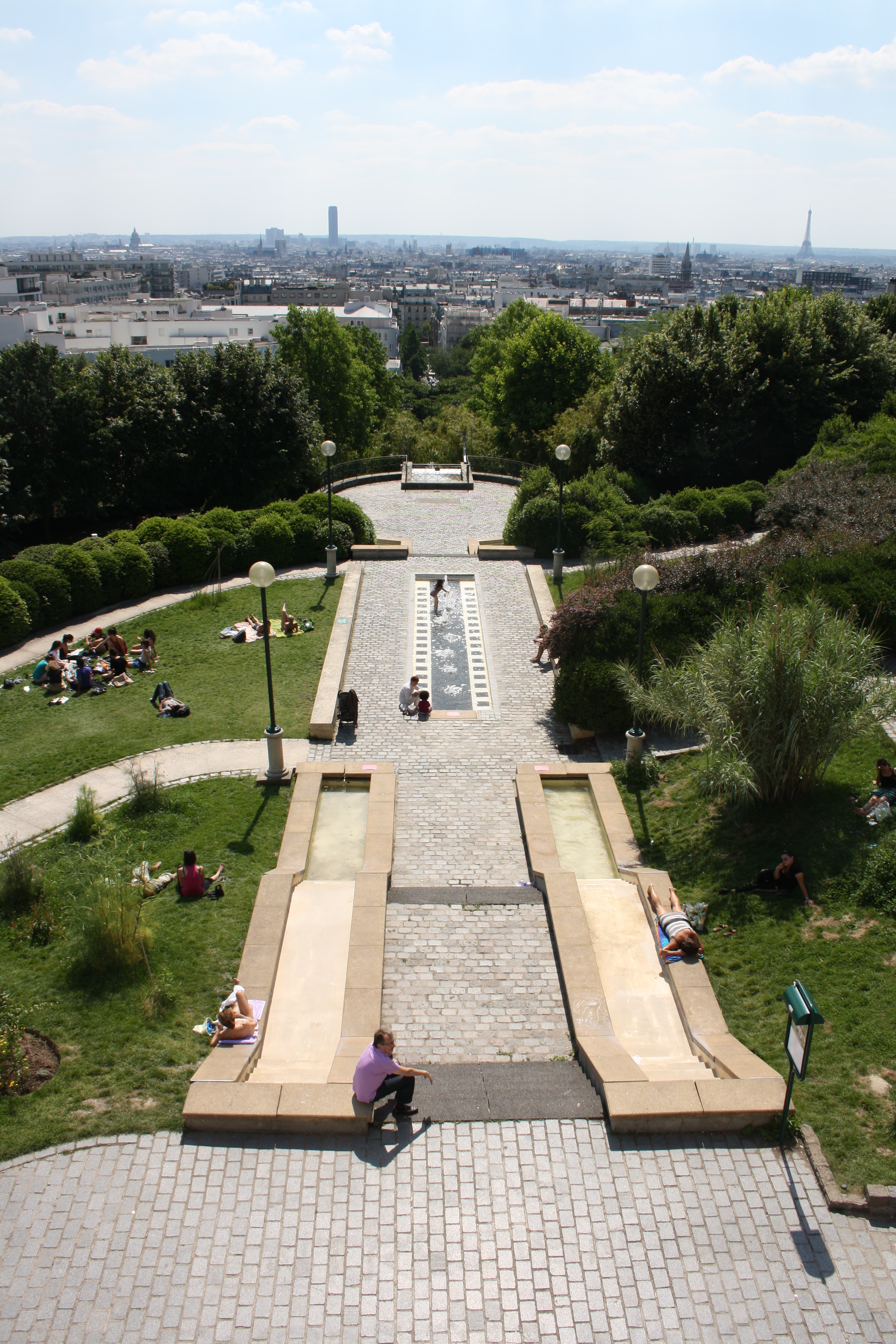
Pohled z parku Belleville

Belleville je název bývalé obce v departementu Seine, která byla v roce 1860 připojena k Paříži. Dnes na ni upomíná jméno administrativní čtvrtě Belleville

## Poloha
Belleville je se svými 128 m nadmořské výšky druhým nejvyšším bodem v Paříži hned po Montmatru. Původní obec vytvořená v roce 1789 hraničila na severu s Buttes-Chaumont, na západě s pařížskými hradbami v úrovni dnešního Boulevardu de Belleville, na jihu s obcí Ménilmontant a na východě se zámkem Saint-Fargeau a s obcí Le Pré-Saint-Gervais. Během 19. století se ovšem velmi rozrostla.

## Historie
První písemná zmínka o místě pochází ze 7. století, kdy se nazývalo Savies (v tehdejším jazyce divoká hora). Merovejští králové zde měli panství. První Kapetovci, především Jindřich I., obdarovávali zdejšími pozemky pařížské kláštery, jako např. Saint-Martin-des-Champs. Kopec a vesnice Savies se ve středověku nazývaly Portronville a později Belleville-sur-Sablon. V roce 1543 zde byla založena farnost, vznikly zde větrné mlýny.
Během Velké francouzské revoluce vznikla samostatná obec Belleville. Její radnice se nacházela v bývalé tančírně L'île d'Amour v dnešní ulici Rue de Belleville naproti kostelu Saint Jean-Baptiste de Belleville. V letech 1800–1859 vzrostl velkou rychlostí počet obyvatel až na 70 000, takže se Belleville stal 13. největším městem Francie a druhým v departementu Seine, hned po Paříži.
V Belleville bydleli jak dělníci pracující v lomech na vápenec, tak i vinaři mající své vinice v Ménilmontant. Až do Restaurace Bourbonů bylo na úpatí kopce hned za branami Paříže mnoho tančíren a barů hojně navštěvovaných Pařížany. Protože se město nacházelo mimo daňové hranice Paříže, bylo v Belleville levnější víno.
Samostatná obec zanikla k 1. lednu 1860, kdy byla připojena k Paříži. Území bylo rozděleno mezi 19. a především 20. obvod.